# 堀部健和
堀部 健和（ほりべ たけお、1979年1月14日 - ）は、日本の漫画家。大阪府出身。

## 略歴
- 第1回ストーリーキング（1997年）にて、『Final Revolution～最後の革命～』でネーム部門最終候補。（竹尾麻衣子名義）[3]
- 第24回（1998年7月期）天下一漫画賞（審査員：高橋和希）にて、最終候補まであと一歩リスト入り。[4]
- 第56回（1998年下期）手塚賞にて、『神様のおつかい』で佳作受賞。[5]
- 『赤マルジャンプ』2000WINTERに掲載された「神導草子」でデビュー。（ほりべたけお名義）
- 『赤マルジャンプ』2001SPRINGに「神掌呪 -GOD HAND-」を掲載。
- 『週刊少年ジャンプ』2003年15号に「神撫手」を掲載。（以降、堀部健和名義）
- 『週刊少年ジャンプ』2003年43号から2004年3号まで「神撫手」を連載。
- 堀部曰く、『神撫手』連載後に集英社との契約を解除し治療に専念することとなった。2008年時点では再び会社員をしつつ、漫画界への復帰を目指す[6]。
- 2023年、『電撃マオウ』8月号より仁木克人の小説のコミカライズ『魔王城、空き部屋あります！』の連載を開始[7]。

## 人物
- 血液型はB型[1]。
- 趣味・特技は「例の看護婦のかっこうをした"リンゴ"」[1]。
- 好きな漫画家は冨樫義博[1]。

## 作品リスト

### 連載
- 神撫手（『週刊少年ジャンプ』2003年43号 - 2004年3号）
- 魔王城、空き部屋あります！（原作：仁木克人、『電撃マオウ』2023年8月号[7] - 2025年3月号[8]） - 小説のコミカライズ[7]。

### 読み切り
- 神導草紙（『赤マルジャンプ』2000WINTER） - 単行本未収録。
- 神掌呪 -GOD HAND-（『赤マルジャンプ』2001SPRING） - 『神撫手』2巻に併録。
- 神撫手（『週刊少年ジャンプ』2003年15号） - 『神撫手』2巻に併録。

### 書籍
- 『神撫手』、集英社〈ジャンプ コミックス〉2004年、全2巻
- 『魔王城、空き部屋あります！』、原作：仁木克人、KADOKAWA〈電撃コミックスNEXT〉2023年 - 2025年、全3巻
  1. 2023年12月27日発売[9][10]、ISBN 978-4-04-915427-6
  2. 2024年7月26日発売[11]、ISBN 978-4-04-915872-4
  3. 2025年4月25日発売[12]、ISBN 978-4-04-916445-9